# Cvetulja
Cvetulja (Servisch cyrillisch Цветуља) is een plaats in de Servische gemeente Krupanj. De plaats telt 273 inwoners (2002).